# Droogzetinstallaties voor schepen
Droogzetinstallaties dienen om schepen voor een reparatie, onderhoud of (jaarlijkse) inspectie uit het water te halen en vervolgens weer in het water te laten. Ook worden ze wel gebruikt om nieuw gebouwde schepen te water te laten. Vaak worden nieuw gebouwde schepen echter te water gelaten vanaf zogenaamde nieuwbouwhellingen, waar men geen mogelijkheid heeft om de schepen weer uit het water te halen.
Voor 75% van de scheepsreparatieactiviteiten kan het schip in het water blijven drijven. Voor slechts 25% van het werk dient het schip drooggezet te worden. In Nederland houden zich in het algemeen scheepswerven met de reparatie van schepen bezig. Deze werven hebben dan een eigen droogzetinstallatie. In het buitenland ziet men vaak dat de droogzetinstallatie beheerd wordt door een separaat bedrijf en eigendom is van de (lokale) overheid of van een stichting (bijvoorbeeld "de haven"). De vaak ambulante scheepsreparatiebedrijven huren in deze gevallen de droogzetinstallatie en eventueel een plaats waar men de reparatie kan uitvoeren.

## Typen
De belangrijkste typen droogzetinstallaties zijn:
- Travelift of bootlift (Engels: boatlift of travelift)
- Scheepshelling (Engels: slipway)
- Drijvend dok (Engels: floating dock)
- Droogdok (Engels: graving dock)
- Schepenlift (Engels: shiplift)
- Schroevendok

Opmerking: In het spraakgebruik wordt er vaak geen onderscheid gemaakt tussen een drijvend dok en een droogdok, terwijl het toch geheel verschillende installaties zijn.

## Travelift

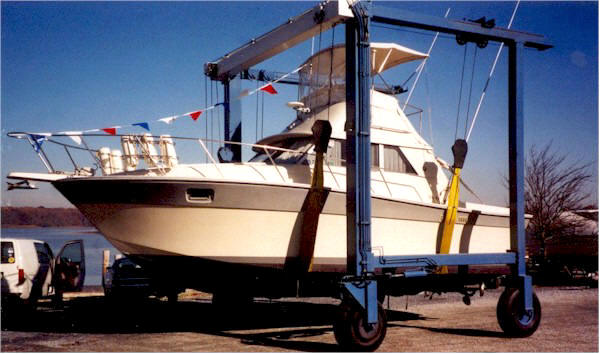
Boot wordt te water gelaten door zelfrijdende botenlift

In feite is de naam Travelift of Marine Travelift een merknaam van een Amerikaanse leverancier van botenliften. De naam Travelift is evenwel synoniem met de naam botenlift, vandaar dat deze door elkaar worden gebruikt. Een travelift is een voertuig, dat lijkt op een mobiele containertransporteur. De travelift rijdt over twee pieren, terwijl het schip daartussen in het water ligt. Banden worden onder het schip door getrokken en het schip wordt naar kadeniveau getrokken. Hier kan de travelift over het werfterrein rijden en kan het schip ergens op een parkeerplaats neerzetten. Bootliften kunnen in theorie gebouwd worden tot capaciteiten van een 500 ton; boven deze capaciteiten kunnen ze echter moeilijk concurreren tegen andere wijzen van droogzetten.

## Botenlift
De botenlift kent in Nederland zijn eigen geschiedenis. In de water(sport)rijke gebieden zijn er veel schepen die jaarlijks onderhoud en reparatie vergen. Er zijn twee varianten, de verrijdbare en de kolomzwenkkraan.
De eerstgenoemde beweegt zich zoals de travelift en kan alleen op rails of luchtbanden worden voortbewogen. De kolomzwenkkraan is een toepassing van de laatste 10-15 jaar en vooral populair door de geringe oppervlakte die dit model in beslag neemt.

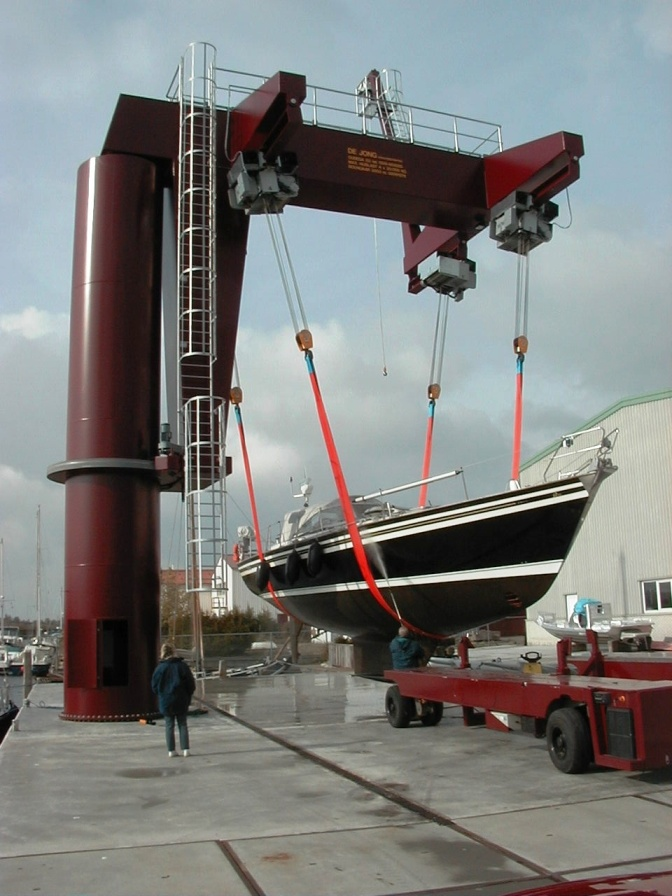

## Scheepshelling

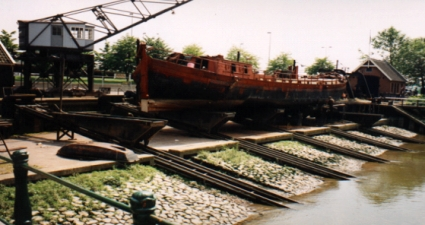
Dwarshelling op museumscheepswerf in Rotterdam

Een scheepshelling wordt gekarakteriseerd door een hellingbaan ėn een trekmechanisme, meestal bestaande uit een of meer lieren. Doorgaans is de helling gebouwd in de lengterichting van het schip (langshelling), maar vooral in West-Europa, met scheepswerven langs de rivieren en kanalen, zijn er ook veel scheepshellingen waar de schepen in dwarse richting op en af komen (dwarshelling). De hellingen kunnen recht zijn, maar ook komen vaak parabolische hellingen voor, zodat ze minder ver het water in hoeven te lopen.
In de watersport is de helling vaak in gebruik in combinatie met een hydraulische hellingwagen, zelfrijdend of getrokken.

## Drijvend dok

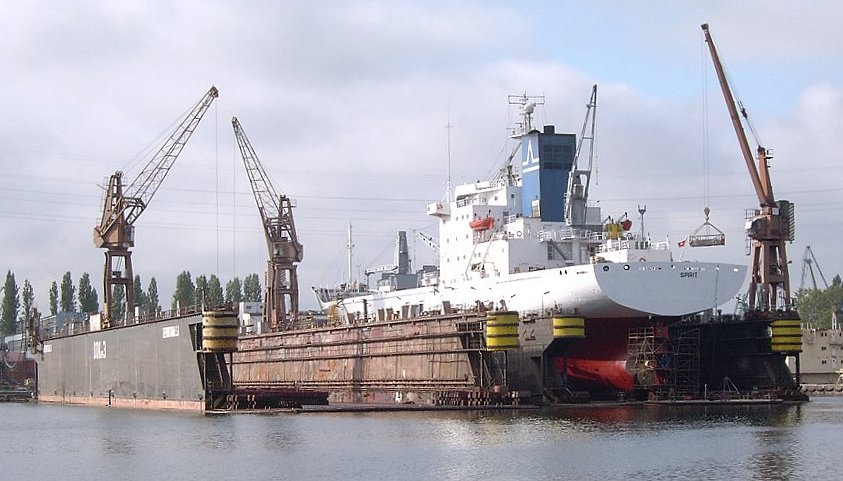
Twee drijvende dokken naast elkaar

Een drijvend dok is een platform dat zelfdrijvend is en onder water gebracht kan worden. Dan kan een schip boven het platform varen, het platform wordt leeggepompt en het platform met schip komt boven water. Om stabiliteit te krijgen hebben deze platforms meestal hoge wanden, die tijdens het afzinken gedeeltelijk boven water blijven. 
Een probleem met een drijvend dok is dat het zelf ook drooggezet moet kunnen worden voor onderhoud. Sommige dokken bestaan uit drie delen die losgekoppeld kunnen worden, zodat elk deel door de twee andere delen gedokt kan worden ("zelfdokkend dok").

## Droogdok

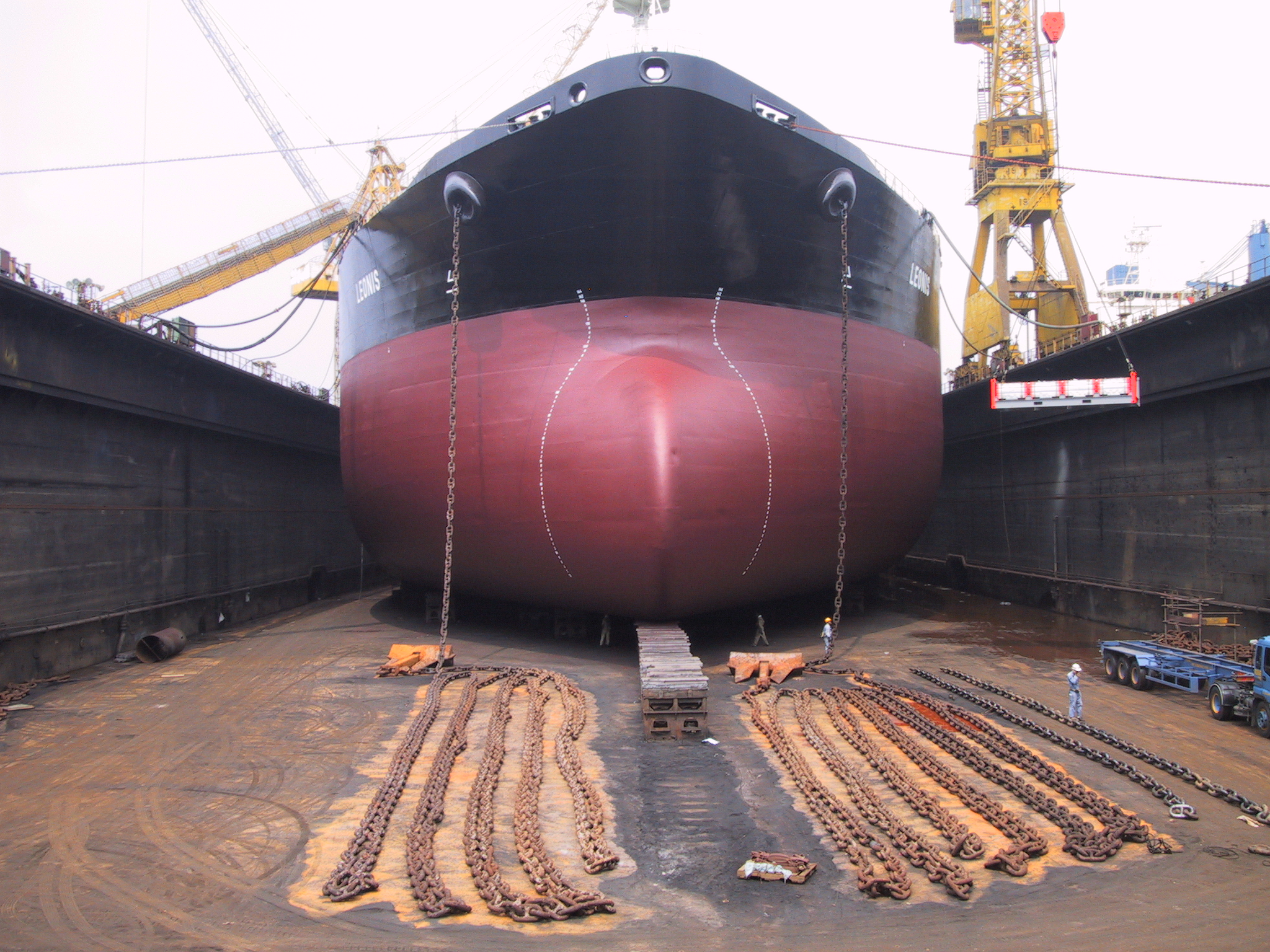
Droogdok in Singapore

Een droogdok is in feite een bouwplaats die men droog kan pompen, waardoor men op het droge aan de schepen kan werken. Het grootste droogdok ter wereld werd destijds gebruikt om de pijlers van de Oosterscheldedam te bouwen. Dat was evenwel een stuk zeebodem dat omringd werd door een dijk waarna het werd leeggepompt. Droogdokken voor schepen bestaan meestal uit een grote betonnen bak met een grote deur ervoor. De bak is zodanig gemaakt dat bij open deuren de schepen binnen kunnen varen. Na het sluiten van de deur (die vaak de grootte heeft van een flink schip) kan de bak leeggepompt worden en komt het schip op zijn blokken te staan. 

## Schepenlift

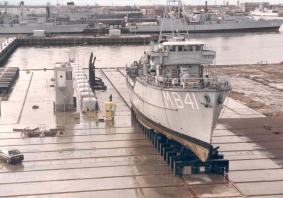
Mijnenveger Gemert bij Schepenlift op Rijkswerf Den Helder

Schepenliften zijn de modernste manier van droogzetten. Een schepenlift bestaat uit een stalen platform dat middels een aantal trekinrichtingen in verticale zin bewogen kan worden. Tijdens het hijsen worden de schepen drooggezet, tijdens het vieren kunnen de schepen te water gelaten worden.
Bijna alle schepenliften zijn voorzien van een transportinstallatie om schepen op werfniveau van het platform naar een bepaalde parkeerplaats te brengen.